# 厚板雀屏珊瑚
厚板雀屏珊瑚（学名：Pavona duerdeni）为蓮珊瑚科雀屏珊瑚屬下的一个种。